# Jessie Donavan
Jessica (Jessie) Donavan (* 2. Januar 1976 in Bennington) ist eine ehemalige US-amerikanische Triathletin und mehrfache Ironman-Siegerin (2012, 2013).

## Werdegang
Jessie Donavan startet Ende des Jahres 2011 als damals 25-Jährige – nach der Geburt ihrer drei Kinder – ihre Karriere als Profi-Triathletin.

### Ironman-Distanz seit 2011
Im November 2011 ging sie in Arizona erstmals auf der Ironman-Distanz an den Start.
2013 konnte sie sich erstmals für einen Startplatz beim Ironman Hawaii (Ironman World Championships) qualifizieren.
Im August 2015 wurde sie bei einem Verkehrsunfall verletzt, als sie beim Radtraining mit einem LKW kollidierte.
Im September 2017 wurde sie Dritte im Ironman Chattanooga. 
Seit 2017 tritt Jessie Donavan nicht mehr international in Erscheinung. 
Sie lebt mit ihrem Mann  und drei Kindern in Shelburne.

## Sportliche Erfolge
| Datum/Jahr    | Rang | Wettbewerb                    | Austragungsort   | Zeit     | Bemerkung |
| ------------- | ---- | ----------------------------- | ---------------- | -------- | --------- |
| 18. Aug. 2013 | 4    | Ironman 70.3 Timberman        | New Hampshire    | 04:32:33 |           |
| 1. Apr. 2012  | 9    | Ironman 70.3 Texas            | Galveston Island | 04:30:00 |           |
| 2. Okt. 2011  | 2    | Ironman 70.3 Pocono Mountains | Stroudsburg      | 04:32:11 |           |

| Datum/Jahr    | Rang | Wettbewerb             | Austragungsort | Zeit     | Bemerkung                                                        |
| ------------- | ---- | ---------------------- | -------------- | -------- | ---------------------------------------------------------------- |
| 24. Sep. 2017 | 3    | Ironman Chattanooga    | Chattanooga    | 09:31:49 |                                                                  |
| 16. Aug. 2015 | 6    | Ironman Mont-Tremblant | Québec         | 09:39:16 |                                                                  |
| 9. Nov. 2014  | 3    | Ironman Fortaleza      | Fortaleza      | 09:51:33 |                                                                  |
| 1. Dez. 2013  | 2    | Ironman Mexico         | Cozumel        | 09:01:12 |                                                                  |
| 26. Mai 2013  | 3    | Ironman Brasil         | Florianópolis  |          |                                                                  |
| 14. Apr. 2013 | 1    | Ironman South Africa   | Port Elizabeth | 09:10:58 | Siegerin neben dem Schweizer Ronnie Schildknecht bei den Männern |
| 19. Aug. 2012 | 1    | Ironman Mont-Tremblant | Québec         | 09:30:46 |                                                                  |
| 22. Juli 2012 | 1    | Ironman USA            | Lake Placid    |          |                                                                  |
| 5. Mai 2012   | 2    | Ironman St. George     | St. George     | 10:37:30 | [ 5 ]                                                            |
| 20. Nov. 2011 |      | Ironman Arizona        | Tempe          | 09:24    | erster Start auf der Ironman-Distanz                             |

(DNF – Did Not Finish)